# جو روم
جوزيف جيه روم (ولد في 27 يونيو 1960) مؤلف ومحرر وفيزيائي وخبير مناخي أمريكي،  يدعو إلى تقليل انبعاثات غازات الاحتباس الحراري للحد من ظاهرة الاحتباس الحراري وزيادة أمن الطاقة من خلال الاستخدام الفعال للطاقة وتقنيات الطاقة المستدامة وتقنيات النقل المستدام. روم زميل الجمعية الأمريكية لتقدم العلوم. في 2009، اختارت مجلة رولينغ ستون روم في قائمتها «100 شخص يغيرون أمريكا»، ووصفته مجلة تايم بأنه أحد «أبطال البيئة (2009)»، واصفة إياه بأنه «المدون الأكثر تأثيرًا في مجال تغير المناخ على الويب».
روم هو رئيس التحرير المؤسس لمجمِّع الأخبار التقدمي فرونت بيج لايف. كتب للكثير من مصادر الطاقة والأخبار، وكان كبير المستشارين العلميين للسلسلة الوثائقية «سنوات من العيش بشكل خطِر»، التي فازت بجائزة إيمي في 2014 عن فئة المسلسلات الوثائقية أو الواقعية المتميزة. أسس مدونة المناخ، كلايمت بروغرس في 2006، في مركز التقدم الأمريكي حيث كان أحد كبار الزملاء، والتي أصبحت جزءًا من موقع ثينك بروغرس. صنفت مجلة تايم مدونة روم بأنها واحدة من «أفضل 15 موقعًا إلكترونيًا». وصف توماس فريدمان، في صحيفة نيويورك تايمز في 2009، كلايمت بروغرس بأنها «المدونة التي لا غنى عنها»، وأدرجتها مجلة تايم في 2010 في قائمة تضم 25 «أفضل المدونات لعام 2010».
شغل روم منصب مساعد وزير الطاقة القائم بالأعمال في وزارة الطاقة الأمريكية في تسعينيات القرن العشرين. نشر الكثير من الكتب عن ظاهرة الاحتباس الحراري وتكنولوجيا الطاقة. لخص كتابه الصادر في 2006 بعنوان «الجحيم والمياه العالية» الملاحظات والتنبؤات المتعلقة بتغير المناخ، وناقش حلول التكنولوجيا والسياسات، وانتقد المعلومات السياسية المضللة المستخدمة لتقويض علوم المناخ. يغطي كتابه الصادر في 2015 بعنوان «تغير المناخ: ما يجب أن يعرفه الجميع» علوم المناخ الأساسية على شكل أسئلة وأجوبة. كما ألف كتبًا عن مخاطبة العلماء والناشطين للجمهور بشكل أكثر إقناعًا لشرح العلوم والسياسات لهم. يتعلق كتابه الصادر في 2012 بعنوان «ذكاء اللغة» بالاستخدام الفعال للغة، ويناقش كتابه الصادر في 2018 بعنوان «كيف تحظى بالانتشار وتصل إلى الملايين» كيفية سرد القصص العلمية بطرق تجذب الانتباه وتتواصل مع الناس عاطفيًا.

## العمل في وزارة الطاقة الأمريكية
شغل روم منصب مساعد وزير الطاقة القائم بالأعمال في وزارة الطاقة الأمريكية، المسؤول عن مكتب كفاءة الطاقة والطاقة المتجددة خلال 1997، ونائبًا رئيسيًا لمساعد وزير الطاقة من أغسطس 1995 إلى يوليو 1998، ومساعدًا خاصًا للسياسات والتخطيط من 1993 إلى يوليو 1995. يساعد هذا المكتب، الذي بلغت ميزانيته السنوية في ذلك الوقت مليار دولار ووظف 550 شخصًا، الشركات في قطاعات الصناعة والمرافق والنقل والمباني على تطوير تقنيات الطاقة النظيفة المتقدمة واستخدامها لخفض التكاليف وزيادة الموثوقية والحد من التلوث.
بصفته النائب الرئيسي لمساعد الوزير، كان روم مسؤولًا عن كل عمليات تحليل السياسات والتكنولوجيا والتطوير البرامجي للمكتب، الذي عمل آنذاك على تطوير خلايا الوقود بِي إي إم والتوربينات الدقيقة والتوليد المشترك المتقدم والموصلية الفائقة وضوابط البناء والألواح الضوئية وغيرها من مصادر الطاقة المتجددة والوقود البيولوجي وإنتاج الهيدروجين وتخزينه. من بين المشاريع الأخرى، بدأ تحليلًا فنيًا شاملًا وأشرف عليه ونُشر في 1997 من قبل خمس مختبرات وطنية حول كيفية قيام تقنيات الطاقة بالحد بشكل أفضل من انبعاثات غازات الاحتباس الحراري بفعالية من حيث التكلفة، بعنوان سيناريوهات خفض الكربون في الولايات المتحدة.

## 1998 إلى 2006
بعد مغادرته وزارة الطاقة، أصبح روم المدير التنفيذي ومؤسس مركز حلول الطاقة والمناخ غير الربحي، وهو منظمة مقرها في العاصمة واشنطن ساعدت الشركات والولايات الأمريكية على تبني استراتيجيات فعالة لتوفير الطاقة وخفض التلوث وانبعاثات غازات الاحتباس الحراري. أصبح أيضًا مديرًا لمجموعة كابيتال إي، التي قدمت المشورات بشأن تقييم التكنولوجيا وخدمات التصميم المستدام لتقنيات الطاقة النظيفة، وكان عضوًا في المجلس الاستشاري لتأمين طاقة المستقبل في أمريكا. كان روم أيضًا عضوًا مسجلًا في جماعات الضغط أثناء وجوده في مجموعة كابيتال إي، ومثّل مصالح العملاء أيون أميركا وسن باور كورب.
خلال هذه السنوات، كتب روم على نطاق واسع عن الاحتباس الحراري وتقنيات الطاقة التي يمكن أن تقلل منه. يجادل كتابه الصادر في 2004 بعنوان «الضجيج حول الهيدروجين» بأن تأجيل تنفيذ التقنيات المستدامة الحالية لصالح انتظار الاكتشافات التكنولوجية الجديدة في سيارات الهيدروجين هو إلهاء خطير من شأنه أن يؤخر الإجراءات الحكومية الضرورية للحد من انبعاثات غازات الاحتباس الحراري. اختير الكتاب ليكون واحدًا من أفضل كتب العلوم والتكنولوجيا لعام 2004 من قبل لايبراري جورنال. قدم دانيال بيرلينغ في مراجعته للكتاب، الذي كان آنذاك عضوًا في مجلس الموارد الجوية في كاليفورنيا، وجهات نظر مخالفة. كتب روم أيضًا في 2004 تقرير اللجنة الوطنية لسياسة الطاقة، «سيارة المستقبل ووقوده»، والذي صُنف على أنه المادة الأكثر إثارة للجدل حول سياسة الطاقة من قبل ساينس دايركت. كان أيضًا الباحث الرئيسي في مشروع المؤسسة الوطنية للعلوم المسمى الاتجاهات المستقبلية لبحوث وتعليم طاقة الهيدروجين (2004). ظهر روم في الفيلم الوثائقي 2006 «من قتل السيارة الكهربائية؟»،  من إخراج كريس باين ورواية مارتن شين. في الفيلم، يقدم روم عرضًا يهدف إلى إظهار أن «مبادرة السيارة الهيدروجينية» الحكومية كانت خيار سياسيةٍ سيئًا وإلهاءً يؤخر استخدام المزيد من التقنيات الواعدة، مثل السيارات الكهربائية والهجينة التي يمكن أن تقلل من انبعاثات غازات الاحتباس الحراري وتدعم أمن الطاقة في أمريكا. ينظر روم منذ 2010 إلى الهيدروجين على أنه «اكتشاف تكنولوجي واهم».
يشير كتاب روم الصادر في 2006 بعنوان «الجحيم والمياه العالية» إلى أن البشر لديهم فرصة لا تتجاوز قرابة عقدٍ من الزمن لتفادي الآثار الأكثر كارثية للاحتباس الحراري. يدعو فيه الأميركيين إلى المطالبة باتخاذ إجراءات حكومية لتشجيع وفرض استخدام التقنيات الحالية لخفض الانبعاثات. كتب تايلر هاملتون، في مراجعته للكتاب من أجل صحيفة ذه تورونتو ستار: «في حين أن الثلث الأول من كتاب روم يقدم أدلة ساحقة ومزعجة على أن غازات الاحتباس الحراري التي يسببها الإنسان هي المكونات الأساسية وراء ظاهرة الاحتباس الحراري، فإن الصفحات التي تليها تقدم تفاصيلًا مثيرة للقلق حول كيفية تضليل الجمهور الأمريكي من قبل حكومة فيدرالية (مدعومة من قوى سياسية محافظة) عازمة على التقاعس عن أخذ أي إجراء، وأنها في مهمة أيضًا لعرقلة الجهود الدولية للحد من الانبعاثات». كتبت مجلة تكنولوجي ريفيو أن كتاب الجحيم والمياه العالية «يوفر ملخصًا دقيقًا لما هو معروف عن الاحتباس الحراري وتغير المناخ، وأجندة معقولة للتقنيات والسياسات، وتمهيدًا حول كيفية تقويض التضليل السياسي لعلوم المناخ».

## كلايمت بروغرسوالسنوات الأخيرة
اعتبارًا من 2006، كان روم من كبار الزملاء في مركز التقدم الأمريكي، حيث أسس مدونتهم المناخية، كلايمت بروغرس، التي ركزت على العلوم والسياسة والأخبار المتعلقة بالمناخ. أطلقت مجلة تايم على مدونته لقب واحدة من «أفضل 15 موقعًا إلكترونيًا بيئيًا» في 2008، وكتبت أنها «تتصدى للعلم السيئ والمخاطبة السخيفة من خلال تحليل أصيل يُقدم بشكل دقيق ... يعمل روم في مجال تقاطع علوم المناخ والاقتصاد والسياسة.